# Gilvenjaure
Gilvenjaure är en sjö i Sorsele kommun i Lappland och ingår i Umeälvens huvudavrinningsområde. Sjön har en area på 0,269 kvadratkilometer och ligger 870,1 meter över havet. Gilvenjaure ligger i Vindelfjällen Natura 2000-område.

## Delavrinningsområde
Gilvenjaure ingår i det delavrinningsområde (733925-151464) som SMHI kallar för Ovan 733730-151160. Medelhöjden är 915 meter över havet och ytan är 15,26 kvadratkilometer. Det finns inga avrinningsområden uppströms utan avrinningsområdet är högsta punkten. Gilvenjukke som avvattnar avrinningsområdet har biflödesordning 3, vilket innebär att vattnet flödar genom totalt 3 vattendrag innan det når havet efter 426 kilometer. Avrinningsområdet består mestadels av kalfjäll (94 procent). Avrinningsområdet har 0,42 kvadratkilometer vattenytor vilket ger det en sjöprocent på 2,7 procent.